# Candace Cameron Bure
Candace Cameron Bure, född 6 april 1976 i Panorama City norr om Los Angeles, Kalifornien, är en amerikansk skådespelerska och filmproducent. Hon är mest känd för rollen som äldsta dottern DJ Tanner i TV-serien Huset fullt och Huset fullt – igen.
Candace Cameron Bure är sedan 1996 gift med den ryske ishockeyspelaren Valeri Bure. Tillsammans har de tre barn. Hon är yngre syster till skådespelaren Kirk Cameron.

## Filmografi (urval)
- 1987 – Some Kind of Wonderful
- 1987–1995 – Huset fullt  (TV-serie)
- 1996 – No One Would Tell
- 2009–2012 – Make It or Break It (TV-serie)
- 2016–2019 – Huset fullt – igen (TV-serie)